# Fatima Aouam
Fatima Aouam (née le 16 décembre 1959 et morte le 27 décembre 2014 à Casablanca) est une athlète marocaine, spécialiste des courses de demi-fond.

## Biographie
Elle devient championne d'Afrique sur 3 000 mètres en 1988, et obtient par ailleurs trois médailles d'argent et une médaille de bronze dans sa carrière lors de cette compétition. Elle remporte les titres du 1 500 mètres et du 3 000 mètres lors des Jeux méditerranéens de 1987, et lors des Championnats arabes de 1989.
Elle se classe dixième du 1 500 m lors des Jeux olympiques de 1988, à Séoul.
Elle est élue athlète marocaine de l'année en 1987.
On l'a nommée souvent la "Gazelle de l'Afrique"
Au cours de sa vie, elle se maria  et eu quatre enfants.

### Palmarès
| Date | Compétition            | Lieu      | Résultat | Épreuve     | Performance   |
| ---- | ---------------------- | --------- | -------- | ----------- | ------------- |
| 1982 | Championnats d'Afrique | Le Caire  | 3e       | 4 x 400 m   | 3 min 47 s 4  |
| 1984 | Championnats d'Afrique | Rabat     | 2e       | 1 500 m     | 4 min 22 s 75 |
| 1984 | Championnats d'Afrique | Rabat     | 3e       | 4 x 400 m   | 3 min 54 s 41 |
| 1985 | Championnats d'Afrique | Le Caire  | 3e       | 800 m       |               |
| 1985 | Championnats d'Afrique | Le Caire  | 2e       | 1 500 m     |               |
| 1987 | Jeux méditerranéens    | Lattaquié | 1re      | 1 500 m     |               |
| 1987 | Jeux méditerranéens    | Lattaquié | 1re      | 3 000 m     |               |
| 1987 | Championnats arabes    | Alger     | 2e       | 400 m haies |               |
| 1988 | Championnats d'Afrique | Annaba    | 2e       | 1 500 m     | 4 min 12 s 57 |
| 1988 | Championnats d'Afrique | Annaba    | 1re      | 3 000 m     | 8 min 59 s 19 |
| 1988 | Championnats d'Afrique | Annaba    | 3e       | 4 x 400 m   | 3 min 50 s 25 |
| 1988 | Jeux olympiques        | Séoul     | 10e      | 1 500 m     |               |
| 1989 | Championnats arabes    | Le Caire  | 1re      | 1 500 m     |               |
| 1989 | Championnats arabes    | Le Caire  | 1re      | 3 000 m     |               |

### Records
| Épreuve | Performance  | Lieu | Date         |
| ------- | ------------ | ---- | ------------ |
| 800 m   | 2 min 0 s 17 |      | 15 août 1986 |
| 1 500 m | 4 min 5 s 49 |      | 17 août 1986 |